# Richard Fester
Richard Fester, född 20 september 1860 i Frankfurt am Main, död 5 januari 1945 i Garmisch-Partenkirchen, var en tysk historiker. 
Fester var 1893–95 privatdocent i München, blev 1896 extraordinarie och 1899 ordinarie professor i Erlangen, kallades 1907 till Kiel och var 1908–26 professor i medeltida och nyare historia i Halle an der Saale, där han efterträdde Gustav Droysen. Utöver nedanstående skrifter utgav Fester bland annat aktsamlingen "Briefe, Aktenstücke und Regesten zur Geschichte der Hohenzollernschen Thronkandidatur in Spanien" (1913).
Åren 1917–18 var Fester medlem i det nationalistiska Deutsche Vaterlandspartei och under nazitiden författade han antisemitiska skrifter.